# Moammar al-Gaddafi
Muàmmar Muhàmmad Abd-as-Salam Abu-Minyar al-Qaddhafí (àrab: معمر القذافي, Muʿammar al-Qaḏḏāfī,  escolteu-ho (?·pàg.)), usualment transcrit en català com a Moammar al-Gaddafi i sovint anomenat coronel Gaddafi (desert de Sirte, 7 de juliol de 1942 -20 d'octubre de 2011), fou un militar i polític libi, dirigent d'aquest país des del 1969 fins al 2011, any de la Revolució líbia.
Amb una aferrissada retòrica en contra de l'imperialisme occidental, va convertir-se durant la dècada de 1970 en un autoproclamat líder mundial d'aquesta lluita, i fou l'artífex de la Unió Africana. Durant aquest període, va ser acusat de recolzar diferents moviments revolucionaris d'arreu del món, A finals de la dècada de 1980 les tensions entre el règim libi i el món occidental van atènyer el punt àlgid amb l'atemptat contra el Vol 103 de Pan Am, pel què el país va acabar sent sotmès a un dur embargament per part de l'ONU. A causa d'això, va rebre diferents intents de derrocament de part de governs dels Estats Units, com per exemple un bombardeig el 1986, del qual va sortir il·lès, però en el qual va morir la seva filla adoptiva Jana. al-Gaddafi canvià d'aliances, aprofitant la nova conjuntura geopolítica eixida dels atemptats de l'11 de setembre del 2001, Gaddafi va dur a terme un gir radical de la seva política exterior, compensant les víctimes de Lockerbie amb 2.700 milions de dòlars; va erigir-se en garant del control del terrorisme islamista, cosa que li va permetre restablir les relacions amb França i la Gran Bretanya l'any 2004, i amb els EUA el 2006. Aquest canvi d'orientació li va permetre sobretot donar un nou impuls a les exportacions petrolieres i tancar més contractes d'explotació amb multinacionals del sector. El seu règim establí llaços amb nombrosos polítics europeus, establint diferents xarxes de finançament que acabarien esquitxant polítics com Nicolas Sarkozy, a qui hauria finançat la campanya electoral de 2007. Durant aquest període, caps d'estat occidentals reberen amb honors el coronel, des de Silvio Berlusconi, Nicolas Sarkozy a Tony Blair, passant pels presidents espanyols Aznar i Zapatero.
El febrer del 2011, amb l'èxit de les revoltes populars àrabs de Tunísia i Egipte, van encetar-se manifestacions de protesta contra el seu règim que ràpidament es van convertir en una rebel·lió general. Segons la cadena Al-Jazeera, les manifestacions van ser reprimides amb bombardeigs des d'avions contra la població i amb franctiradors, i causaren centenars morts. Davant la situació de repressió o preveient la ràpida caiguda del règim, van dimitir alguns ministres del govern libi i representants diplomàtics libis a l'estranger. al-Gaddafi va morir aquell mateix any en un tiroteig quan la caravana en la que viatjava va ser bombardejada per avions de l'OTAN.

## Biografia

### Origen i formació
Va néixer al desert de Sirte a Líbia, sense que es conegui amb certesa la data (presumptament va ser el 1942). La seva família era beduïna, i durant la seva infància va rebre una formació tradicional islàmica. El seu avi havia mort lluitant contra la invasió italiana de 1911 i el seu pare havia estat empresonat diverses vegades. Fou un bon estudiant a l'institut, i en l'adolescència va quedar impressionat per la ideologia de Gamal Abdel Nasser, que amb Muhammad Naguib havia aconseguit enderrocar la monarquia egípcia; es va interessar així en la lluita per la justícia social, el panarabisme i la defensa de l'islam, començant a participar en activitats antireialistes. Als 21 anys es graduà en dret, però no va exercir cap professió relacionada preferint ingressar a l'escola militar de Bengasi. Allà, a imatge del que Nasser havia fet a Egipte, va organitzar secretament una "unió de militars lliures" amb l'objectiu d'enderrocar el règim. El 1965 viatjà a Gran Bretanya per assistir a cursos de perfeccionament militar i, quan es va reintegrar en l'exèrcit libi, va obtenir el rang de capità.

### Cop d'estat
L'1 de setembre de 1969 va participar en el cop d'estat que derrocà el rei Idris I de Líbia i amb menys de 30 anys es va posar al capdavant de la junta militar i del Consell de la revolució, proclamant els seus principis programàtics: Neutralitat exterior, unitat nacional (primer pas per a la unió àrab), prohibició dels partits polítics, evacuació de les bases militars britàniques i nord-americanes, i explotació de la riquesa petroliera en benefici del poble.
Durant els dies que seguiren al cop d'estat va desaparèixer de l'escena pública. Oficialment va ser operat d'apendicitis i a l'hospital va conèixer una infermera, que va esdevenir la seva segona muller.

### De l'antiimperialisme a guardià fronterer i soci d'Occident
al-Gaddafi emprengué els primers anys del seu mandat una política de caràcter nacionalista àrab, amb una forta retòrica antiimperialista.
El 1970, va exigir i obtenir la retirada de les bases estrangeres i la nacionalització d'algunes empreses petrolieres; també es van iniciar els plans agrícoles a la costa del país, es va prohibir el consum d'alcohol i es va impulsar la igualtat de la dona en la societat. El nivell de vida de la població va augmentar ràpidament amb els beneficis del petroli i el gas, que convertí Líbia en la nació africana amb major PIB. Libia esdevingué el primer productor africà de cru, i el control de les seves enormes reserves (46.000 milions de barrils estimats el 2010 el 3,5% de les reserves mundials), i la gestió i repartiment dels beneficis, controlats pel seu entorn, en bona part de la població fou la clau de la supervivència del seu règim. Els seus principals clients foren Itàlia, França, Xina, Alemanya i l'Estat espanyol, i establí contractes amb importants empreses d'aquests països, inclosa Gas Natural, de Pere Duran Farell, malgrat l'enfrontament polític amb alguns governs occidentals.
El 1973, va sintetitzar les seves idees polítiques en l'anomenat Llibre verd, en què exposava una "tercera via" més enllà del socialisme i del capitalisme (la tercera teoria universal), una combinació de democràcia directa, islamisme i panarabisme, i la proposava com a projecte d'expansió per a l'Àfrica i l'Àsia. Així, Gaddafi va impulsar projectes frustrats d'unificació política entre el seu país i l'Egipte (1970, 1972), Tunísia (1974), el Txad (1981) i el Marroc, i va proposar la creació d'una Unió del Màgrib Àrab (1989). Durant aquest període, va també fer créixer el seu prestigi com a suposat líder antiimperialista en donar suport a la causa palestina contra Israel, el 1976 va negociar una negociació entre el govern de les Filipines i el MNLF, que va conduir a la signatura de l'Acord de Tripoli, i intervenint en la Guerra del Txad contra la presència francesa (1977-88); el seu renom entre els caps radicals del Tercer Món el va dur a presidir l'organització per la Unió Africana durant els anys 1982-83.
Durant aquest període, va ser acusat de recolzar diferents moviments revolucionaris d'arreu del món, com l'IRA irlandès, al qual va proveir efectivament amb gran quantitat d'armament, els guerrillers palestins o els Black Panthers dels Estats Units, però va negar haver finançat a Euskadi Ta Askatasuna. A causa d'això, va rebre diferents intents de derrocament de part de governs dels Estats Units, com per exemple un bombardeig el 1986, del qual va sortir il·lès, però en el qual va morir la seva filla adoptiva Jana.
A final de la dècada de 1980 les tensions entre el règim libi i el món occidental van atènyer el punt àlgid, sobretot arran de la seva aparent implicació en l'anomenat afer Lockerbie, l'atemptat contra el Vol 103 de Pan Am que causà la mort dels 243 passatgers i els 16 membres de la tripulació, a més d'11 persones que es trobaven a terra. El país va acabar sent sotmès a un dur embargament per part de l'ONU. A partir de començaments del segle xxi, després dels atemptats de l'11 de setembre de 2001, i de la caiguda del règim de Saddam Hussein a l'Iraq, al-Gaddafi feu un viratge en la seva política exterior, oferint la seva aliança als Estats Units i l'OTAN, oficialment per combatre grups fonamentalistes com Al Qaida, i també controlar el flux de migrants d'Àfrica cap a Europa. Establí relacions de col·laboració amb els EUA durant l'administració Bush i fou tret de la llista nord-americana dels governs que suposadament desenvolupaven armes de destrucció massiva. El setembre de 2003 li foren aixecades les sancions econòmiques restablint les relacions amb França i la Gran Bretanya l'any 2004, i amb els EUA el 2006. Aquest canvi d'orientació li va permetre sobretot donar un nou impuls a les exportacions petrolieres i tancar més contractes d'explotació amb multinacionals del sector. al-Gaddafi obtingué aleshores contractes d'armes dels seus antics enemics, els EUA i la Gran Bretanya, a més de França i Alemanya Fou rebut per mandataris dels països occidentals com George Bush, Tony Blair, Silvio Berlusconi, Nicolas Sarkozy, José Maria Aznar (el primer president europeu a visitar-lo a Tripoli després de la fi de les sancions), el rei Joan Carles o José Luis Rodriguez Zapatero. Establí nombroses relacions econòmiques amb diferents polítics i empresaris europeus, que acabarien amb escàndols de corrupció com el finançament de la campanya de Nicolas Sarkozy el 2007. Durant aquest període, caps d'estat occidentals reberen amb honors el coronel, des de Berluscon i o Sarkozy a Blair, passant pels presidents espanyols Aznar i Zapatero.
Mentre la retòrica de l'antiimperialisme era substituïda per l'aliança en la lluita contra el fonamentalisme, les empreses internacionals petrolieres aprofitaren el nou marc de relacions amb al-Gaddafi per establir nombrosos contractes per l'explotació de petroli libi amb l'empresa estatal NOC, i el règim començà diverses mesures de privatització de sectors de l'economia anteriorment nacionalitzats, oferint noves oportunitats a inversors internacionals. Tanmateix, les condicions posades pel règim a les companyies internacionals començaren a molestar als nous socis, especialment els EUA, que buscaven una major participació en detriment dels tradicionals socis europeus i sobretot de l'emergent Xina, amb una presència cada cop més gran a l'Àfrica.

### Rebel·lió de Líbia del 2011

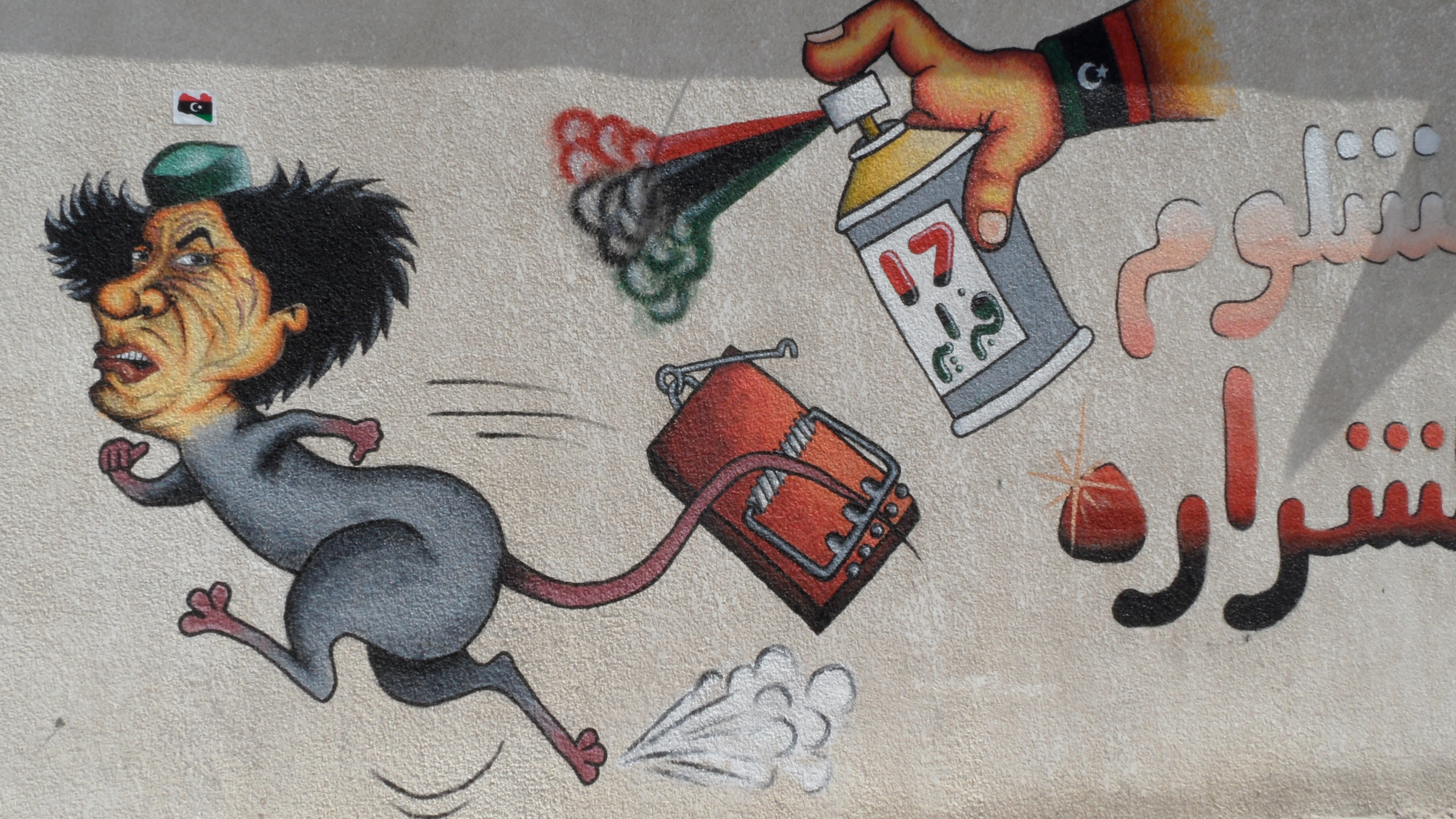
graffiti com a símbol de menyspreu a Gaddafi

El febrer del 2011, amb l'èxit de les revoltes populars àrabs que van fer caure els règims de Tunísia i Egipte, dos països fronterers amb Líbia, va començar una sèrie d'avalots a la capital, Trípoli, contra el seu règim que ràpidament es van convertir en una rebel·lió general. Dins del territori dels manifestants, destacava l'exigència que Muammar al-Gaddafi deixés el poder i s'iniciés una sèrie de reformes pel que fa als drets humans i al dret a la lliure expressió dins del país. Segons la cadena Al-Jazeera, les manifestacions van ser reprimides amb bombardeigs des d'avions contra la població i amb franctiradors, i causaren centenars de morts. Davant la situació de repressió o preveient la ràpida caiguda del règim, van dimitir alguns ministres del govern libi i representants diplomàtics libis a l'estranger. El dia 22 de febrer, Gaddafi va fer unes declaracions acusant els manifestants de terroristes i anunciant que no abandonaria el seu país fins a convertir-se en un màrtir. L'exministre d'Interior Abdul Fatah Younis va confirmar als mitjans de premsa que un dels assistents de Gaddafi el va intentar assassinar. Bona part dels membres destacats del seu règim, inclosos els seus més estrets col·laboradors, van abandonar-lo en els últims temps, veient més possibilitat de prosperar amb un canvi de règim.
Amb la intervenció internacional desencadenada per l'ONU el 17 de març de 2011, Gaddafi va declarar la Mediterrània "zona de guerra" i va amenaçar d'atacar "objectius civils i militars dels països costaners enemics" i que "Occident acabarà a la paperera de la història". Va morir aquell mateix any en un tiroteig quan la caravana en la que viatjava va ser bombardejada per avions de l'OTAN.
El 22 d'agost, les tropes rebels entren a Trípoli amb el suport de les forces aèries de l'OTAN i acorralen el líder libi, que fuig a Sirte, i cau el 20 d'octubre. L'OTAN va bombardejar la caravana en què al-al-Gaddafi intentava fugir, però aquest va sobreviure a l'atac, i fou linxat pels rebels i mort per un tret al cap.
El seu cos va ser enterrat en un lloc secret al desert de Líbia.

## Importància
Líder polèmic, va obtenir el poder per un cop d'estat contra el rei Idris I, poder que va abandonar teòricament més endavant tot i conservar-lo de facto sota el títol de cap i guia de la Gran Revolució de l'u de setembre de la jamahíriyya àrab líbia popular i socialista. Des dels seus inicis, el seu ideari, plasmat en el Llibre verd, és una barreja de pseudosocialisme, islamisme, panarabisme i culte a la personalitat.